# タイフォン・システム
タイフォン・システム（英語: Typhon Combat System、タイフォン戦闘システム）は、アメリカ海軍がかつて開発していた防空戦闘システム。
既存の3Tファミリー（タロス・テリア・ターター）を代替し、同時多目標対処能力などを備えた次世代防空システムを目指して開発されていたが、技術面・コスト面の問題から最終的に計画は放棄された。しかし、その理念や開発で得られた経験は、のちのイージスシステムに引き継がれている。
なお、「タイフォン」とは、ギリシア神話の神テューポーン（Typhon）の英語音表記である。

## 来歴
アメリカ海軍は、第二次世界大戦末期より、全く新しい艦隊防空火力として艦対空ミサイル（SAM）の開発に着手していた。1944年4月の開発要請に応じ、ジョンズ・ホプキンズ大学応用物理学研究所（JHU/APL）が同年12月に提出した案に基づいて開始されたのがバンブルビー計画であった。まもなく日本軍が開始した特別攻撃（特攻）の脅威を受けて開発は加速、また戦後もジェット機の発達に伴う経空脅威の増大を受けて更に拡大され、1956年にはテリア、1959年にタロス、そして1962年にターターが艦隊配備された。これらは3Tと通称され、タロスはミサイル巡洋艦、テリアはミサイルフリゲート（DLG）、そしてターターはミサイル駆逐艦（DDG）に搭載されて広く配備された。
しかし、3Tファミリーのうち、もっとも早く開発が進行したテリアミサイルがようやく就役しつつあった1950年代後半の時点で、既にこれらのミサイル・システムには、設計による宿命的な限界が内包されていることが指摘されていた。具体的には、
- 攻撃に際しては、同じ目標を捕捉レーダーと火器管制レーダーが重複して追尾することになる
- ミサイルの発射から命中まで、1つの目標に対して1基の射撃指揮装置が占有されてしまう

という問題が指摘されていた。このために、同時に対処できる目標は射撃指揮装置の基数と同数（2～4目標）に制約されていた上に、自動化の遅れから、即応性にも問題があった。一方、ソビエト連邦においては、1950年代末より対艦ミサイルの大量配備が進んでおり、複数のミサイルによる同時攻撃を受けた場合、現有の防空システムでは対処困難であると判断された。
このことから、JHU/APLでは、アメリカ海軍との協力のもとで、1958年より次世代の防空システムの開発に着手した。これがタイフォン・システムである。

## 構成
タイフォン・システムは、システム工学のアプローチにより、多機能レーダであるAN/SPG-59を中核として、武器管制システム (WDS) の武器管制機能と海軍戦術情報システム (NTDS) の意思決定機能を統合した統合化システムとして計画された。システム・リアクション・タイム 10秒、20の目標を同時追尾可能というもので、時代を考えると極めて野心的なものであった。

### AN/SPG-59多機能レーダー
AN/SPG-59は、目標を捜索・捕捉・追尾して、ミサイル経由追尾（TVM）方式でタイフォン・ミサイルを誘導するという多機能レーダであった。のちのAN/SPY-1とは違い、この時代のフェイズ・シフターの大きさ・重さ・高価さを考えると、フェーズド・アレイ・アンテナの採用は到底不可能であったことから、ルーネベルグ・レンズによるビーム・ステアリング方式の採用が決定された。
システム構成としては、大直径の発信アンテナと、受信機として3つのルーネベルグ・レンズを使用し、動作周波数はCバンドと計画された。また、巡洋艦用と駆逐艦用に大小2つのタイプが計画され、ビーム・フォーマー素子は前者が10800素子、後者が3600素子、増幅器は2700台と900台、アンテナ素子は10200素子と3400素子であった。

### タイフォン・ミサイル
使用するミサイルは、ターターを代替する中射程型（タイフォンMR）とテリアを代替する長射程型（タイフォンLR）の組み合わせとなる計画であった。誘導方式はいずれも中途航程で慣性誘導、終末航程でTVM方式だが、推進方式が異なるという点でユニークな設計であった。
RIM-50（SAM-N-8）タイフォンLR
当初はスーパー・タロスと称されており、ロケット・ブースターによって発射した後、巡航にはラムジェット推進を採用、敵爆撃機対処を重視して射程は370 km (200海里) となる予定であった。
RIM-55（SAM-N-9）タイフォンMR
当初はスーパー・ターターと称されており、ロケット推進、高発射速度を重視しており射程は75 km (40海里) となる予定であった。

## 開発の中止

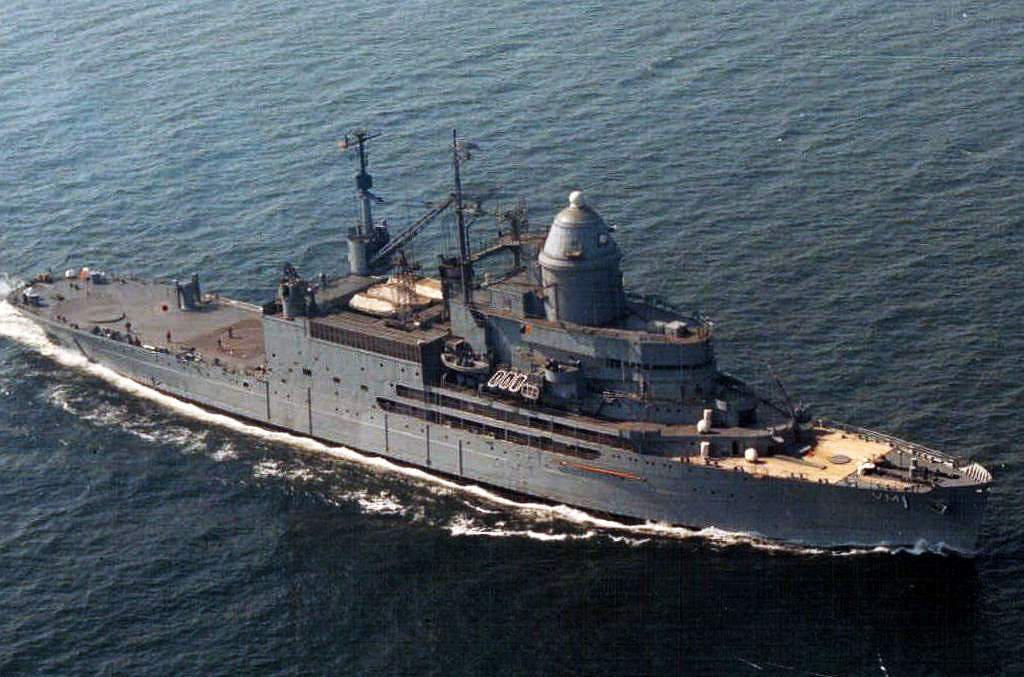
AN/SPG-59実験機を搭載した「ノートン・サウンド」

タイフォンMR搭載のDDGは1961年度から、またタイフォンLR搭載のDLGないしDLGNは1963年度から建造される予定とされていた。
しかし要求性能の高さに対する技術水準の低さ、統合システムの開発への経験不足により、タイフォン・システムの開発は極めて難航した。とくにSPG-59レーダーは信頼性が低く、性能は要求に遠く達しない上に重量過大であった。また、この時代に使用されていたCP-642Bコンピュータでは、リアルタイムの武器管制に必要な性能を充足することはほとんど不可能であった。さらに、所要の電力要求を満たすには核動力艦であることが必要となり、コストの更なる上昇に繋がった。
1964年1月、国防総省は計画中止を決定した。SPG-59の開発のみが研究として進められ、同年6月にはプロトタイプが試験艦「ノートン・サウンド」に搭載され、1966年まで試験を実施した。しかし、試験の初期には、パルス周波数で決まる最小探知距離が、出力で決まる最大探知距離を割り込んでいるなど、到底実用に耐え得ないことが確認されるのみであった。
1962年には、タイフォン計画は実質的に打ち切られており、これを受けて1963年、アメリカ海軍は先進水上ミサイル・システム（ASMS）計画を開始した。これはのちにイージス計画と改称され、イージスシステムを生むことになる。また、イージスシステム実用化には時間が要することが明らかであったため、漸進的な性能向上を狙って、従来型のターター・システムをベースにした統合対空武器システムとして、1965年からターターD・システムの開発が開始された。これと当時にミサイルの改良も進められており、1963年より、既存のテリア、ターターの設計を共通化して発展させたスタンダードミサイルの開発が開始された。このミサイルでは、タイフォン計画の過程で開発された改良型のロケットエンジンが導入されたが、ミサイルの誘導方式は従来通りのセミアクティブ・レーダー・ホーミング（SARH）とされた。またこれらの武器システムの改良・強化と並行してプラットフォームの強化も進められることになり、1966年度からは既存の防空艦の性能向上を図るAAW改修が発動され、海軍戦術情報システム（NTDS）の搭載やレーダー更新がなされたほか、ミッチャー級駆逐艦のDDG改修も実施された。
のちのイージスシステムは、これらの漸進策によって開発・配備されたスタンダードミサイルや新型のAN/UYK-7コンピュータなど、基盤技術の成熟を待って開発されており、技術的にはタイフォン・システムとの連続性は薄い。しかし、のちにイージスシステムの父と呼ばれたウェイン・E・マイヤー提督が、「タイフォンが無ければ、イージスは無かったであろう」と幾度と無く言明したように、本システムの開発経験は、システム開発に関し、貴重な経験をアメリカ海軍にもたらしたのである。